# Sumber Sari (Banyu Urip)
Sumber Sari is een bestuurslaag in het regentschap Purworejo van de provincie Midden-Java, Indonesië. Sumber Sari telt 2622 inwoners (volkstelling 2010).